# Guma' Gela'
Guma’ Gela’ (ou Guma’ Ge’la ou Guma’ Gela) est un collectif artistique queer chamorro. Guma’ Gela’ signifie la maison des gais dans la langue chamorro, au sens d'une maison de la culture ballroom ou d'un groupe de danse chamorro. Ce collectif a été fondé à Seattle, mais il est aussi actif à Guåhan.

## Activité

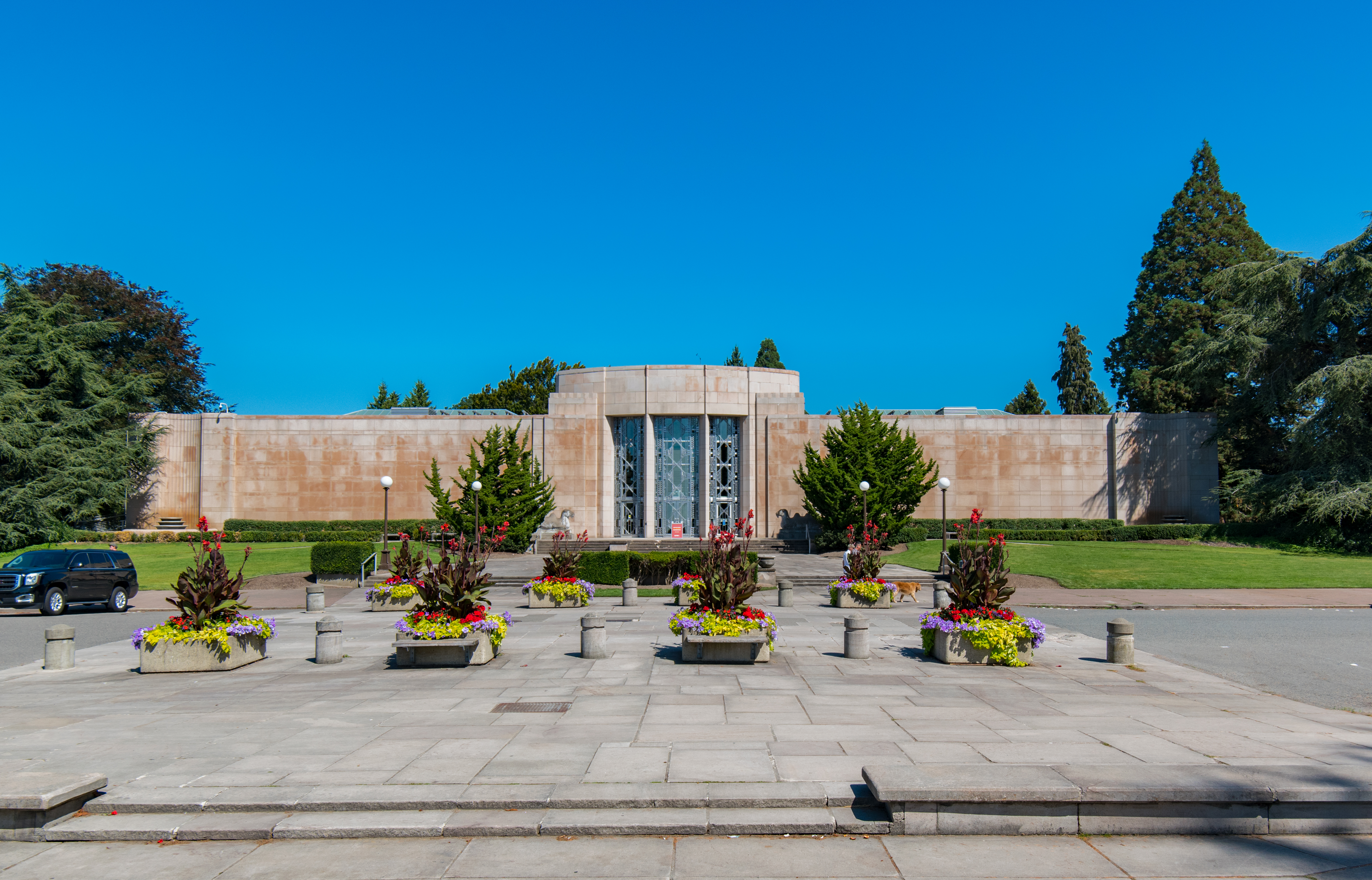
Le SAAM (Musée des arts asiatiques de Seattle), bâtiment art déco de 1933.

Le collectif se forme initialement autour de Clay Josh, Eddie Acfalle, Roquin-Jon Quichocho Siongco et Jessica Vergel pour participer à la Pacific Fashion Week de 2019 à Londres, où ils furent les premiers participants chamorro. À eux quatre, ils ont créé quinze tenues et le maquillage correspondant, incorporant par exemple le pandanus, la poésie de Craig Santos Perez et les coquillages Haliotis.
Guma’ Gela’ présente, en 2020, une exposition célébrant les oiseaux de Guam et leur résistance, au Seattle Asian Art Museum (en). En 2023, il organise l'exposition Part Land, Part Sea, All Ancestry au Wing Luke Museum, qui regroupe les œuvres de treize artistes, tous médias confondus, selon une division tripartite centrée autour d'un hommage spirituel aux ancêtres. Le collectif organise aussi des performances dans Seattle.
Le porte-parole de l'art chamorro et artiste plasticien Roquin-Jon Quichocho Siongco, organise des ateliers de vannerie pour le compte du collectif à Guam depuis 2020. Les Chamoro utilisent traditionnellement les feuilles de pandanus ou de cocotier pour la fabrication des objets. Cet artisanat est un marqueur culturel important selon cet artiste.

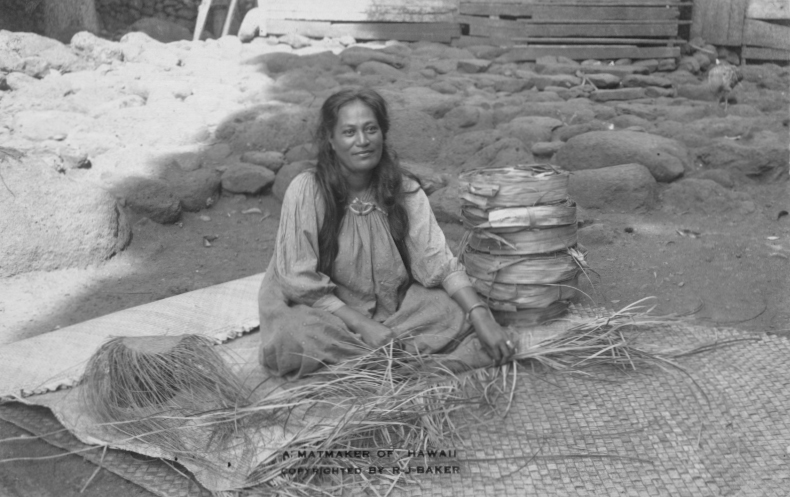
La vannerie à partir de feuilles de hala ou Lauhala (Pandanus tectorius) est un art traditionnel dans les archipels de l'océan Pacifique.

## Valeurs
Guma’ Gela’ cherche à promouvoir et défendre la culture chamorro par les arts, où elle est rarement représentée. Les activités du collectif sont orientées vers l'idéal de la inafa’ maolek, une idée d'harmonie,,.
Les membres de Guma’ Gela’, revendiquent le terme péjoratif de Gela' qui correspond à une volonté d'émancipation des LGBTQ et passe par une renégociation au sein de la culture chamorro elle-même, plutôt que par l'influence de la culture métropolitaine. Ainsi, le travail du collectif s'attache à interroger les représentations genrées au regard de l'histoire coloniale de Guam, mais affirme par dessus tout la joie et la générosité que les membres voient dans la culture chamorro.